# Guixiangita
La guixiangita és un mineral de la classe dels sulfurs que pertany al grup de la cobaltita.

## Característiques
La guixiangita és un sulfur de fórmula química NiBiS. Va ser aprovada com a espècie vàlida per l'Associació Mineralògica Internacional en el mes de juny de l'any 2025. Encara resta pendent de publicació. Cristal·litza en el sistema isomètric i és l'anàleg de bismut de la ullmannita.
Les mostres que van servir per a determinar l'espècie, el que es coneix com a material tipus, es troben conservades a les col·leccions del Museu Geològic de la Xina, a Pequín (República Popular de la Xina), amb el número de catàleg: GMCTM2025005 (holotype), i al Laboratori d'Estructura Cristal·lina de la Universitat Xinesa de Geociències, també a Pequín, amb el número de catàleg GX-1.

## Formació i jaciments
Va ser descoberta al dipòsit de níquel i cobalt de Longhua, al comtat de Xiangzhou (Guangxi, República Popular de la Xina), sent aquest indret l'únic de tot el planeta on ha estat descrita aquesta espècie mineral.